# Belgian International Air Services
Belgian International Air Services (kurz BIAS) war eine belgische Fluggesellschaft, die internationale Charterflüge und Frachttransporte durchgeführt hat. Daneben vermietete sie ihre Maschinen auch an andere Fluggesellschaften. Das Unternehmen stellte den eigenen Flugbetrieb im Frühjahr 1973 ein und blieb anschließend im Leasinggeschäft tätig. Die Leasinggesellschaft wurde im Jahr 1980 aufgelöst.

## Geschichte

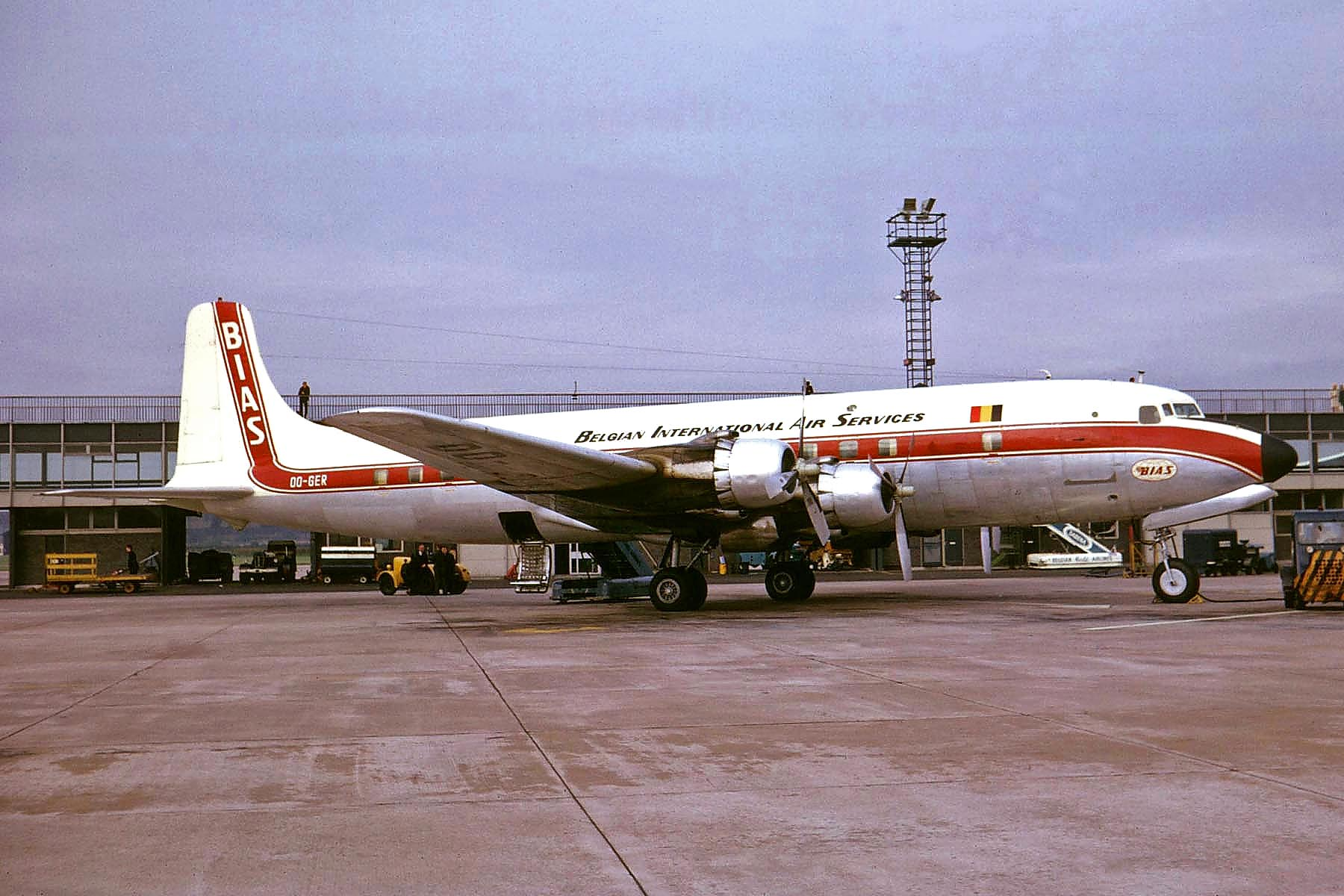
Eine Douglas DC-6 der BIAS im Jahr 1966

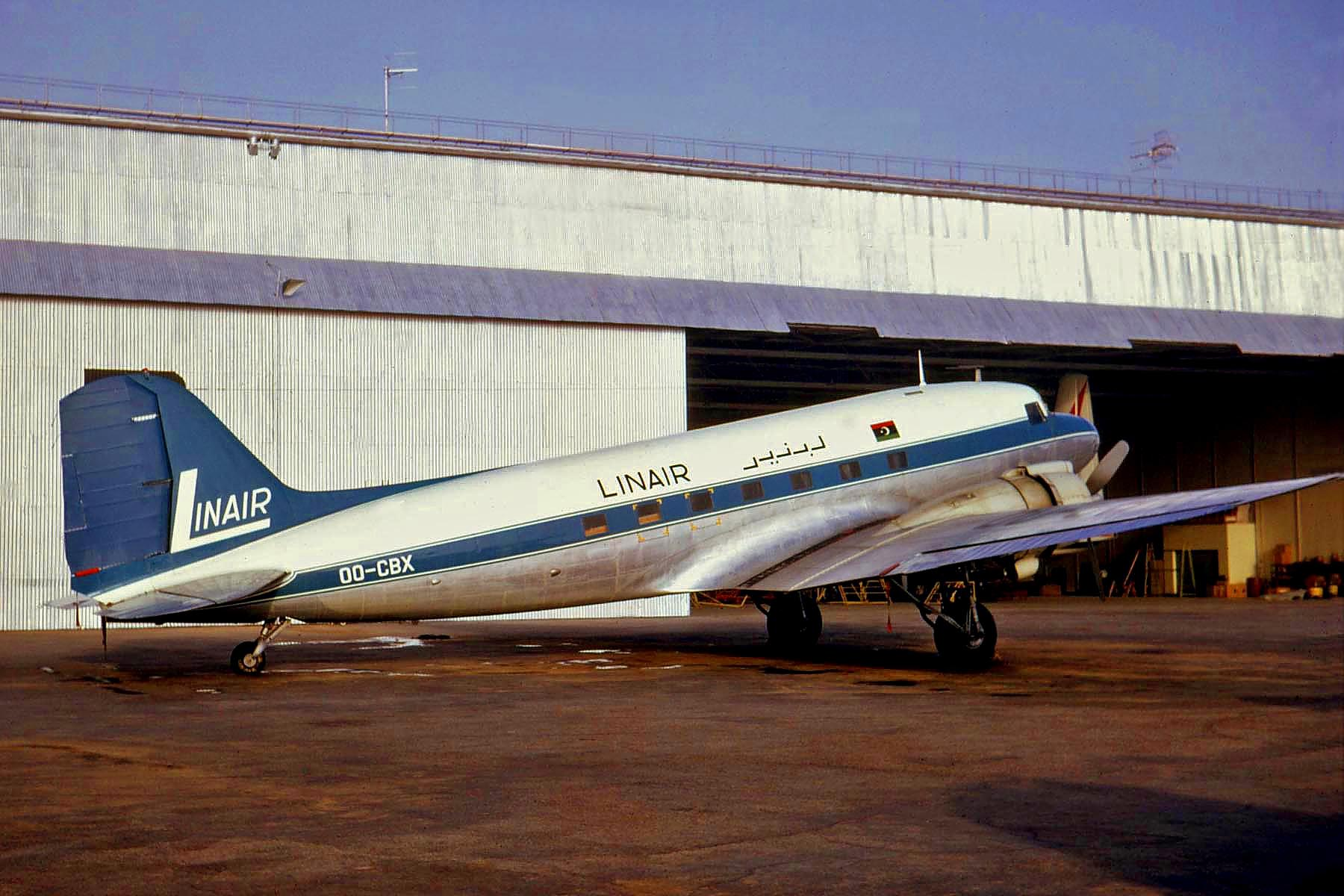
Eine Douglas DC-3 der BIAS, betrieben für Linair, 1969

Die in Antwerpen ansässige Bedarfsfluggesellschaft Belgian International Air Services (BIAS) wurde am 1. Juli 1959 vom Unternehmer Charles Van Antwerpen gegründet. Das erste Flugzeug der Gesellschaft war eine Douglas DC-4. Die Betriebsaufnahme erfolgte am 7. Juli 1959 mit einem Charterflug von Antwerpen nach London-Gatwick. Im Dezember 1959 erwarb BIAS eine weitere Douglas DC-4. Beide Flugzeuge wurden im Jahr 1961 in die Republik Kongo überführt und dort langfristig unter anderem im Auftrag der UNO und der Fluggesellschaft Air Congo eingesetzt. Zudem nutzte die Republik Kongo im Jahr 1965 eine Douglas DC-4 als Regierungsflugzeug. Im März 1963 leaste BIAS ihre erste Douglas DC-6 von der belgischen Fluggesellschaft Sabena. Bis Mitte der 1960er-Jahre stellte die Gesellschaft vier weitere Flugzeuge dieses Typs in Dienst. Belgian International Air Services nutzte die Maschinen für Gelegenheitsdienste (Ad-Hoc-Charter) und Frachttransporte innerhalb Europas. Zeitweise wurden die Flugzeuge auch an andere Gesellschaften vermietet, unter anderem an die Schweizer Balair. 
Im Juli 1965 erwarb BIAS eine Beteiligungen an der libyschen Libyan National Airways (kurz Linair) sowie sieben Maschinen des Typs Douglas DC-3, welche Sabena zuvor für Linair betrieben hatte. Diese Flugzeuge wurden langfristig an die libysche Tochtergesellschaft vermieten und im Frachtcharter für die Erdölindustrie eingesetzt. Zudem verleaste das Unternehmen ab 1967 eine De Havilland DH.104 Dove und ab 1968 eine Fokker F-27 an Linair.
Ab dem 28. August 1967 erfolgten Linienflüge im Auftrag von Sabena mit einer De Havilland DH.114 Heron zwischen Rotterdam und Eindhoven. Von 1968 bis 1972 setzte BIAS Fokker F-27 für Sabena ein, die anschließend langfristig an diese verleast wurden. Im März 1971 erwarb das Unternehmen ein Düsenflugzeug des Typs Sud Aviation Caravelle von der US-amerikanischen United Air Lines, um touristische Charterflüge (IT-Charter) aufzunehmen. Gleichzeitig wurden die letzten selbst genutzten Propellerflugzeuge außer Dienst gestellt.
Anfang 1972 kaufte der Reedereikonzern Compagnie Maritime Belge die Gesellschaft auf. Die Sud Aviation Caravelle wurde parallel dazu verkauft und durch zwei von KLM erworbene Douglas DC-8 ersetzt, die im Sommer 1972 unter der neuen Firmenbezeichnung BIAS International auf Charterflügen in den Mittelmeerraum zum Einsatz kamen. Die Compagnie Maritime Belge beteiligte sich im Februar 1973 auch mehrheitlich an der belgischen Delta Air Transport (DAT) und legte die Aufgabenbereiche der zwei Fluggesellschaft neu fest: Während Delta Air Transport als Fluggesellschaft bestehen blieb, wurde BIAS International in ein Leasingunternehmen umgewandelt. Im Frühjahr 1973 trat die Gesellschaft ihre zwei verbliebenen Douglas DC-8 an DAT ab und stellte den eigenen Flugbetrieb ein.
Nach der Einstellung des Flugbetriebs blieb BIAS International als Leasingunternehmen bestehen, erwarb aber in der Folgezeit keine neuen Flugzeuge. Zwischen 1974 und 1976 firmierte das Unternehmen unter dem Namen BIAS Overseas. Die Leasingverträge mit Sabena und der libyschen Linair liefen Mitte der 1970er-Jahre aus. Im Anschluss konnte das Unternehmen eine Fokker F-27 für fünf Jahre an die französische Air Alpes vermieten. Nach Ablauf dieses Vertrags wurde die Gesellschaft im Jahr 1980 aufgelöst.

## Zwischenfälle
- Am 29. November 1964 stürzte eine Douglas DC-4 der Air Congo (Luftfahrzeugkennzeichen OO-DEP) nach dem Start in Leopoldville (heute Kinshasa) ab. Das von Belgian International Air Services geleaste Flugzeug war zuvor mit einem Ölfass kollidiert, das auf der Startbahn lag. Dabei wurden Teile der rechten Höhenflosse abgerissen. Bei dem Unfall kamen sechs Personen ums Leben. Ein weiterer Passagier erlag später seinen Brandverletzungen im Krankenhaus (siehe auch Flugunfall einer Douglas DC-4 der Air Congo).[12]

- Am 18. Februar 1966 verunglückte eine Douglas DC-6B der Belgian International Air Services (OO-ABG) bei der Landung auf dem Flughafen Mailand-Malpensa. Zum Zeitpunkt des Unfalls herrschten mit 250 Metern schlechte Sichtbedingungen weit unter den vorgeschriebenen Minima. Das Frachtflugzeug kollidierte mit Bäumen und ging in Flammen auf. Die in Brüssel gestartete Maschine war mit 214 Kälbern beladen. Alle 4 Insassen, die drei Besatzungsmitglieder und ein Passagier, wurden getötet.[13]

- Am 28. März 1969 kam es mit einer Douglas DC-3/C-47A-1-DK der Belgian International Air Services (BIAS) (OO-SBH), betrieben für die libysche Linair, 155 Kilometer östlich der Oase Jikharra (Libyen) zu einer Bauchlandung in der libyschen Wüste. Nähere Einzelheiten sind derzeit nicht verfügbar. Alle 17 Insassen überlebten den Unfall. Das Flugzeug wurde irreparabel beschädigt.[14]

- Im Juli 1971 (genaues Datum derzeit nicht verfügbar) verunglückte eine Douglas DC-3 (OO-SBC) auf dem Flughafen Bengasi (Libyen) und wurde irreparabel beschädigt. Über Personenschäden ist nichts bekannt.[15]

## Flotte

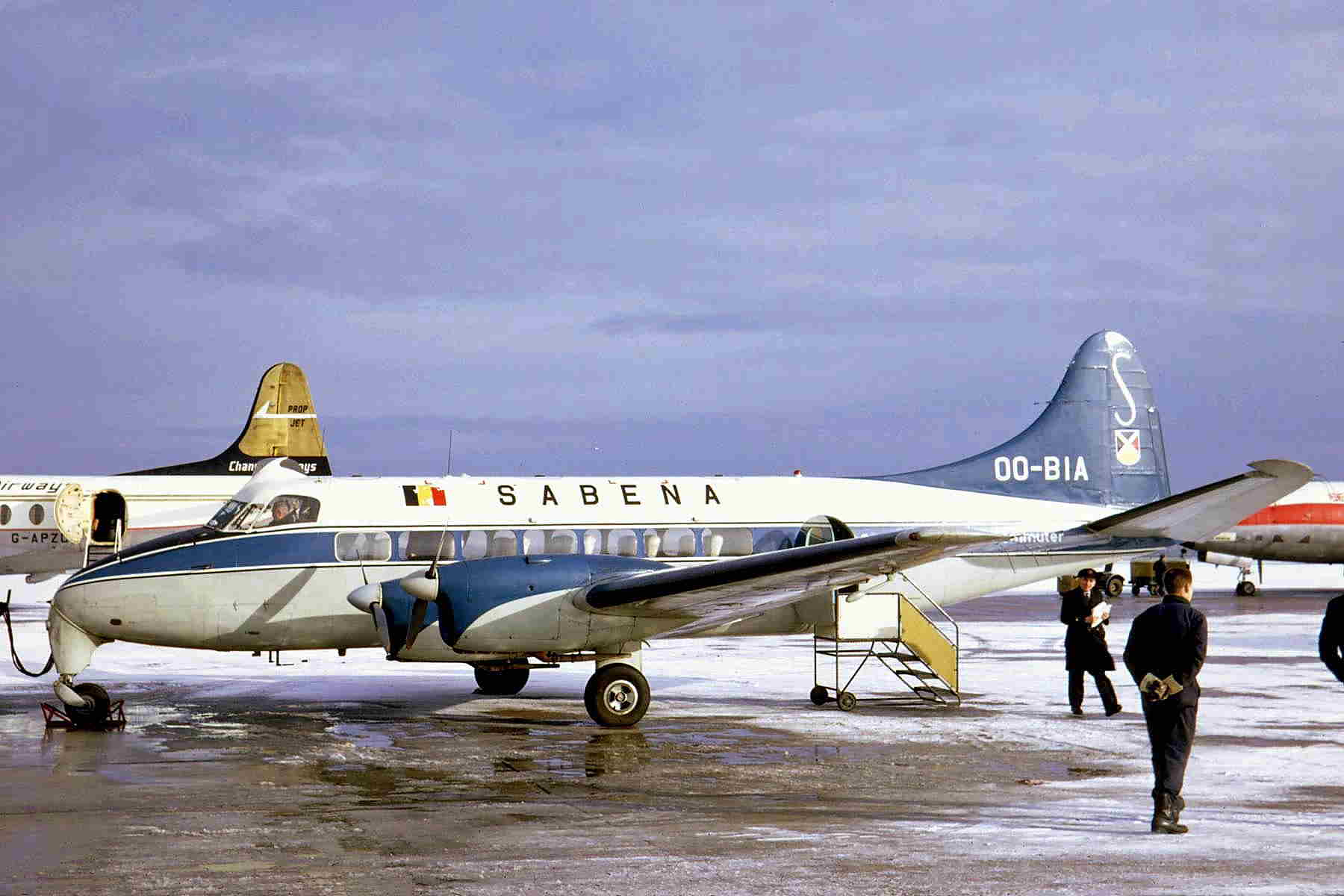
Eine für Sabena betriebene De Havilland DH.114 Heron der BIAS.

Im Lauf seiner Geschichte betrieb das Unternehmen folgende Flugzeugtypen:
- Cessna 310
- De Havilland DH.104 Dove
- De Havilland DH.114 Heron
- Douglas DC-3 und C-47
- Douglas DC-4
- Douglas DC-6A und DC-6B
- Douglas DC-8-32 (1972 bis 1973 betrieben unter der Firmenbezeichnung BIAS International)
- Fokker F-27
- Sud Aviation Caravelle 6R